# Кольбран, Изабелла
Изабелла Анджела Кольбран (итал. Isabella Angela Colbran, исп. Isabel Ángela Colbran Ortola; 2 февраля 1785, Мадрид, Испания — 7 октября 1845, Кастеназо, близ Болоньи) — испано-итальянская оперная певица (драматическое сопрано). С 1822 года жена композитора Дж. Россини. Была способна петь в широком диапазоне от низкого меццо-сопрано до высокого колоратурного сопрано (от до малой октавы внизу и ми третьей наверху).
Сочинила четыре цикла песен, которые посвятила двум испанским королевам, российской императрице Елизавете Алексеевне и французской императрице Жозефине.

## Биография
Дочь испанского придворного скрипача Хуана Кольбрана (1751—1820), оставившего карьеру для того, чтобы заниматься музыкальным образованием и гастролями дочери. Обучалась пению у Гаэтано Маринелли и Джироламо Крешентини в Неаполе. Дебютировала в 1801 году в Париже. После смерти отца унаследовала земли на Сицилии и виллу в Кастеназо. Стендаль оставил следующий отзыв о ней:
Красота высшего порядка, с крупными чертами, которые на сцене выглядят великолепно, ростом царственным, глазами пламенными, словно у черкешенки, густой гривой волос, что чернее смолы, и врождённым даром трагедийной игры. Стоило ей появиться на сцене в короне, как невольное почтение охватывало даже тех, кто только что расстался с нею в фойе.
С 1809 года выступала в оперных театрах разных городов Италии, в 1811—1822 годах — в труппе оперного театра при королевском дворе в Неаполе. Тогда и произошла первая встреча знаменитой певицы и перспективного композитора Джоаккино Россини, который был на семь лет её моложе.
Кольбран пела на мировых премьерах его опер «Елизавета, королева Английская» (Елизавета), «Отелло» (Дездемона), «Армида» (Армида), «Дева озера» (Элен), «Магомет II» (Анна), «Семирамида» (Семирамида). 
В 42 года оставила сцену из-за проблем с голосом, с 1830 года тяжело болела от гонореи (которой её заразил муж) и пристрастилась к азартным играм. Россини жил отдельно от неё с 1829 года, а после 1837 года практически не видел её вплоть до последних месяцев жизни. Последние годы Изабелла провела в доме своего тестя Джузеппе Россини.

## Память о Кольбран
В 2009 году американская оперная примадонна Джойс Дидонато записала альбом арий, написанных Россини для супруги, под названием Colbran, The Muse («Кольбран — муза»).